# Jan Luytgaerens
Joannes Augustus (Jan August) Luytgaerens (Puurs, 25 april 1827) was een Belgisch politicus.

## Levensloop
Hij werd in januari 1861 aangesteld als burgemeester te Aartselaar. Hij volgde in deze hoedanigheid Jan Van Royen op. Zelf werd hij in december 1863 opgevolgd door Jan Verschueren in deze functie.